# Christian Seemann-Kahne
Christian Seemann-Kahne (* 1872; † 1943) war von Herbst 1903 bis Herbst 1930 Fechtmeister der Universität Jena.
Ihm ist eine genealogische Studie zur Fechtmeisterfamilie der Kreußler zu verdanken, die noch heute zu dieser Familie den Forschungsstand repräsentiert. Seemann-Kahne selbst stand als Letzter in der Tradition der Fechtmeisterfamilie Roux. Sein Lehrmeister war wohl Friedrich August Wilhelm Ludwig Roux (1817–1897). Auch gab er zusammen mit Friedrich Seemann-Kahne eine Anleitung zur Rapier- und Fechtschule heraus.